# 정규 표현식
```
(?
<
=
\
.)
 
{2,}(?=
[A-Z]
)

```

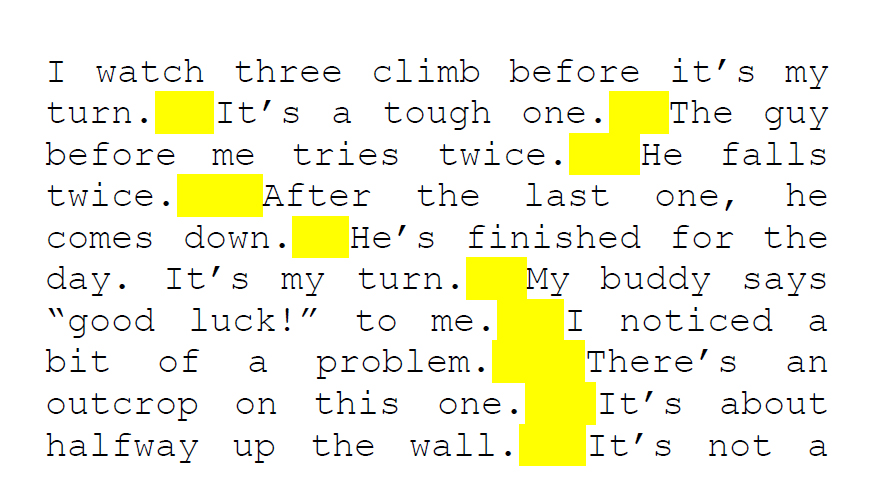
노란색 강조 부분은 다음 정규식을 사용했을 때 매치된 것이다.

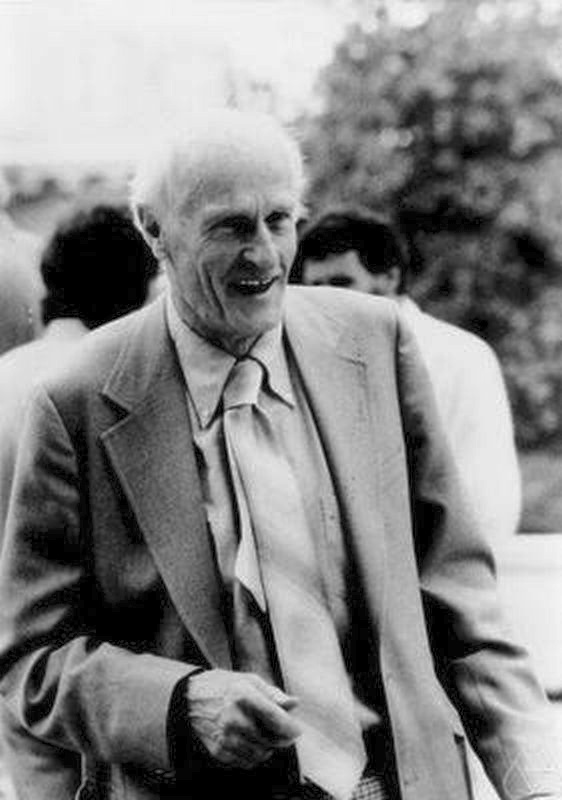
스티븐 클레이니는 정규 표현식의 개념을 설립한 공로자이다.

정규 표현식(正規表現式, 영어: regular expression, 간단히 regexp 또는 regex, rational expression) 또는 정규식(正規式)은 특정한 규칙을 가진 문자열의 집합을 표현하는 데 사용하는 형식 언어이다. 정규 표현식은 많은 텍스트 편집기와 프로그래밍 언어에서 문자열의 검색과 치환을 위해 지원하고 있으며, 특히 펄과 Tcl은 언어 자체에 강력한 정규 표현식을 구현하고 있다.
컴퓨터 과학의 정규 언어로부터 유래하였으나 구현체에 따라서 정규 언어보다 더 넓은 언어를 표현할 수 있는 경우도 있으며, 심지어 정규 표현식 자체의 문법도 여러 가지 존재하고 있다. 현재 많은 프로그래밍 언어, 텍스트 처리 프로그램, 고급 텍스트 편집기 등이 정규 표현식 기능을 제공한다. 일부는 펄, 자바스크립트, 루비, Tcl처럼 문법에 내장되어 있는 반면 닷넷 언어, 자바, 파이썬, POSIX C, C++ (C++11 이후)에서는 표준 라이브러리를 통해 제공한다. 그 밖의 대부분의 언어들은 별도의 라이브러리를 통해 정규 표현식을 제공한다.
정규 표현식은 검색 엔진, 워드 프로세서와 문서 편집기의 찾아 바꾸기 대화상자, 그리고 sed, AWK와 같은 문자 처리 유틸리티, 어휘 분석에 사용된다.

## 패턴

클레이니 스타를 변환한 것.
(s*는 0번 이상의 s를 뜻함)

정규 표현식이라는 문구는 일치하는 텍스트가 준수해야 하는 "패턴"을 표현하기 위해 특정한 표준의 텍스트 신택스를 의미하기 위해 사용된다. 정규 표현식의 각 문자(즉, 패턴을 기술하는 문자열 안의 각 문자)는 메타문자(특별한 의미로)로 이해되거나 정규 문자('문자 그대로', 즉 '리터럴'의 의미로)로 이해된다. 이를테면 정규식 a. a는 단지 'a'와 일치하는 리터럴 문자이며 .는 새 줄을 제외한 모든 문자와 일치시키는 메타 문자이다. 그러므로 이 정규식은 이를테면 'a', 'ax', 'a0'과 일치시킬 수 있다. 더불어, 메타문자와 리터럴 문자는 주어진 패턴의 텍스트를 식별하기 위해 사용할 수 있으며, 또 수많은 인스턴스를 처리하기 위해 사용할 수도 있다. 패턴 일치는 정확히 동일한 일치에서부터 매우 포괄적인 유사 일치(메타문자에 의해 제어)에 이르기까지 다양하다. 이를테면 .는 매우 포괄적인 패턴이며, [a-z]('a'부터 'z'까지의 모든 문자 일치)는 덜 포괄적이며 a는 정확한 패턴(단지 'a'만 일치)이다. 메타문자 문법은 다양한 입력 데이터의 텍스트 처리의 자동화를 지시하는 정확하고 유연한 방법을 통해 표준 ASCII 자판을 사용하여 입력하기 쉬운 형태로, 미리 기술된 대상을 표현하기 위해 설계되었다.
이러한 신택스를 가지는 매우 단순한 정규 표현식의 경우는 문서 편집기에서 2가지 방식으로 발음되는 동일한 단어를 위치시키는 것을 들 수 있으며, 이를테면 seriali[sz]e는 "serialise"와 "serialize"를 모두 일치시킨다. 와일드카드 또한 이를 성취할 수 있으나 와일드카드가 패턴화할 수 있는 것으로 국한된다. (메타문자가 더 적으며 더 단순한 언어 기반임)
와일드카드 문자를 사용하는 경우는 파일 목록에서 비슷한 이름을 글로브 처리하는 것인 반면, 정규 표현식은 일반적으로 텍스트 문자열과 패턴 일치가 되는 애플리케이션에 보통 사용된다. 이를테면 ^[ \t]+|[ \t]+$는 줄 끝이나 줄 맨앞에 여분의 공백을 일치시킨다. 어떠한 숫자라도 일치시키기 위해 쓰이는 진보한 정규 표현식은 [+-]?(\d+(\.\d+)?|\.\d+)([eE][+-]?\d+)?이다. 더 많은 예를 보려면 예 문단을 참고할 것.

## 역사
정규 표현식은 1951년 수학자 스티븐 클레이니가 정규 이벤트(regular event)라는 수학적 표기법을 사용하여 정규 언어를 설명하면서 시작되었다. 이는 이론 컴퓨터 과학, 오토마타 이론(계산 모델)의 하위 분야, 형식 언어의 설명 및 분류에서 나타났다. 패턴 매칭의 다른 초기 구현에는 정규 표현식을 사용하지 않고 대신 자체 패턴 일치 구성을 사용하는 SNOBOL 언어가 포함된다.
정규 표현식은 1968년부터 텍스트 편집기의 패턴 매칭과 컴파일러의 어휘 분석이라는 두 가지 용도로 널리 사용되었다. 프로그램 형식에서 정규 표현식이 처음 등장한 것은 켄 톰프슨이 텍스트 파일의 패턴을 일치시키는 수단으로 클레이니의 표기법을 QED 편집기에 내장했을 때였다. 속도를 위해 톰프슨은 JIT 컴파일의 중요한 초기 예인 호환 시분할 시스템의 IBM 7094 코드에 JIT 컴파일을 통해 정규 표현식 일치를 구현했다. 그는 나중에 이 기능을 유닉스 편집기 ed에 추가했고, 이로 인해 결국 인기 있는 검색 도구인 grep에서 정규 표현식을 사용하게 되었다("grep"은 ed 편집기에서 정규 표현식 검색을 위한 명령에서 파생된 단어이다: "정규 표현식에 대한 전역 검색 및 일치하는 줄 출력"을 뜻하는 g/re/p). 톰프슨이 QED를 개발한 것과 거의 같은 시기에 더글러스 T. 로스(Douglas T. Ross)를 포함한 연구자 그룹은 컴파일러 설계의 어휘 분석에 사용되는 정규 표현식 기반 도구를 구현했다.
vi, lex, sed, AWK 및 expr을 포함하여 1970년대 벨 연구소의 유닉스 프로그램과 이맥스(자체적으로 호환되지 않는 구문 및 동작을 가지고 있음)와 같은 다른 프로그램에서 이러한 원래 형태의 정규 표현식의 다양한 변형이 사용되었다. 정규 표현식은 이후 다양한 프로그램에서 채택되었으며 이러한 초기 형식은 1992년 POSIX.2 표준으로 표준화되었다.
1980년대에는 펄에서 더 복잡한 정규 표현식이 등장했는데, 이는 원래 헨리 스펜서(1986)가 작성한 정규 표현식 라이브러리에서 파생되었으며 나중에 고급 정규 표현식(Advanced Regular Expressions)이라고 불리는 Tcl에 대한 구현을 작성했다. Tcl 라이브러리는 향상된 성능 특성을 갖춘 하이브리드 NFA/DFA 구현이다. 스펜서의 Tcl 정규 표현식 구현을 채택한 소프트웨어 프로젝트에는 PostgreSQL이 포함된다. 펄은 나중에 스펜서의 원래 라이브러리를 확장하여 많은 새로운 기능을 추가했다. 라쿠(구 명칭: 펄 6) 설계 노력의 일부는 펄의 정규 표현식 통합을 개선하고 구문 분석 표현식 문법 정의를 허용하도록 범위와 기능을 늘리는 것이다. 그 결과 라쿠 문법을 정의하고 해당 언어의 프로그래머에게 도구를 제공하는 데 사용되는 라쿠 규칙이라는 미니 언어가 탄생했다. 이러한 규칙은 펄 5.x 정규 표현식의 기존 기능을 유지하지만 하위 규칙을 통해 재귀 하강 파서의 BNF 스타일 정의도 허용한다.
문서 및 데이터베이스 모델링을 위한 구조화된 정보 표준에서 정규 표현식 사용은 1960년대에 시작되어 ISO SGML(ANSI "GCA 101-1983"에서 이전)과 같은 산업 표준이 통합된 1980년대에 확장되었다. 구조 사양 언어 표준의 커널은 정규 표현식으로 구성된다. 이러한 사용은 DTD 요소 그룹 구문에서 분명하게 나타난다. 정규 표현식을 사용하기 전에는 많은 검색 언어에서 간단한 와일드카드를 허용했다. 예를 들어 임의의 문자 시퀀스와 일치하는 "*" 및 "?" 단일 문자와 일치한다. 이에 대한 유물은 오늘날 파일 이름에 대한 글로브 구문과 SQL LIKE 연산자에서 찾을 수 있다.
1997년부터 필립 하젤은 펄의 정규 표현식 기능을 밀접하게 모방하려고 시도하고 PHP 및 아파치 HTTP 서버를 포함한 많은 최신 도구에서 사용되는 PCRE(펄 호환 정규 표현식)를 개발했다.
오늘날 정규 표현식은 프로그래밍 언어, 텍스트 처리 프로그램(특히 어휘 분석기), 고급 텍스트 편집기 및 기타 프로그램에서 널리 지원된다. 정규 표현식 지원은 자바 및 파이썬을 포함한 많은 프로그래밍 언어의 표준 라이브러리의 일부이며 펄 및 ECMA스크립트를 포함한 다른 프로그래밍 언어의 구문에 내장되어 있다. 2010년대 후반에 몇몇 회사에서는 CPU 구현에 비해 더 빠른 PCRE 호환 정규 표현식 엔진의 하드웨어, FPGA, GPU 구현을 제공하기 시작했다.

## 기본 개념
주로 패턴(pattern)으로 부르는 정규 표현식은 특정 목적을 위해 필요한 문자열 집합을 지정하기 위해 쓰이는 식이다. 문자열의 유한 집합을 지정하는 단순한 방법은 문자열의 요소나 멤버를 나열하는 것이다. 그러나 문자열의 원하는 집합을 지정하기 위해 사용할 수 있는 더 간결한 방법들이 있다. 이를테면 3개의 문자열 "Handel", "Händel", "Haendel"을 포함하는 집합은 패턴 H(ä|ae?)ndel으로 지정이 가능하며 이러한 패턴은 3개의 문자열을 각각 일치(match)시킨다고 이야기한다.
불리언 "또는"
수직선은 여러 항목 중 선택을 하기 위해 구분한다. 이를테면 gray|grey는 "gray" 또는 "grey"와 일치한다.
그룹 묶기
괄호를 사용하면 연산자의 범위와 우선권을 정의할 수 있다. 이를테면 gray|grey와 gr(a|e)y는 "gray"나 "grey" 집합을 둘 다 기술하는 동일 패턴이다.
양의 지정
| ?            | 물음표는 0번 또는 1차례까지의 발생을 의미한다. 이를테면 colou?r는 "color"와 "colour"를 둘 다 일치시킨다.                   |
| *            | 별표는 0번 이상의 발생을 의미한다. 이를테면 ab*c는 "ac", "abc", "abbc", "abbbc" 등을 일치시킨다.                           |
| +            | 덧셈 기호는 1번 이상의 발생을 의미한다. 이를테면 ab+c는 "abc", "abbc", "abbbc" 등을 일치시키지만 "ac"는 일치시키지 않는다. |
| {n}[5]       | 정확히 n 번만큼 일치시킨다.                                                                                                |
| {min,}[5]    | "min"번 이상만큼 일치시킨다.                                                                                               |
| {min,max}[5] | 적어도 "min"번만큼 일치시키지만 "max"번을 초과하여 일치시키지는 않는다.                                                    |

## 문법
정규 표현식의 패턴은 대상 문자열과 일치시킨다. 이 패턴은 일련의 원자로 구성된다. 하나의 원자는 정규 표현식 패턴 안의 하나의 점이며, 대상 문자열과 일치시키기 위해 존재한다. 가장 단순한 형태의 원자는 리터럴(literal)이지만 원자를 일치시키기 위해 패턴을 묶을 때에는 메타문자로서 ( )를 사용해야 한다. 메타문자는 원자 외에도 얼마나 많은 원자가 있는지를 가리키는 수량자(quantifier), 선택적인 대안을 가리키는 논리적 OR 문자, 그리고 원자의 존재를 부정하는 NOT 문자, 그리고 전에 일치된 원자를 참조할 수 있게 하는 역참조(backreference)를 만드는 것을 도와준다.

### 구분 문자
프로그래밍 언어에서 정규 표현식을 입력할 때, 통상적인 문자열 리터럴로 표현할 수 있으므로 일반적으로 인용 부호로 처리된다. 이는 이를테면 C, 자바, 파이썬에서도 동일한데, 정규표현식 re는 "re"로 입력된다. 그러나 구분 문자로 슬래시를 사용하는 경우도 있는데 정규 표현식 re에 대해서 /re/를 사용하는 식이다. 이는 ed라는 편집기에서 기원하며, /는 검색을 위한 편집기 명령어이고, /re/라는 식은 특정한 범위의 줄들을 지정하는데 사용할 수 있다. 비슷한 방식이 sed에서 사용되는데, 검색 후 치환은 s/re/replacement/를 사용하며 패턴은 /re1/,/re2/처럼 특정한 범위의 줄을 지정하여 쉼표(,)로 결합할 수 있다. 이러한 표기법은 특히 펄에서도 사용된다.

### 표준

#### POSIX 기본 및 확장 표준 문법
문자 클래스, "["와 "]" 사이에 포함된 문자 집합 외부에서는 12개의 문자가, 내부에서는 오직 4개의 문자("\", "^", "-", "]", 자바와 닷넷은 "["를 포함)만 특수문자를 의미한다. 아래는 POSIX 기본 및 확장 표준의 문법이다.
| 메타문자 | 기능                | 설명 |
| -------- | ------------------- | --- |
| .        | 문자                | 1개의 문자와 일치한다. 단일행 모드에서는 새줄 문자를 제외한다. |
| [ ]      | 문자 클래스         | "["과 "]" 사이의 문자 중 하나를 선택한다. "¦"를 여러 개 쓴 것과 같은 의미이다. 예를 들면 [abc]d는 ad, bd, cd를 뜻한다. 또한, "-" 기호와 함께 쓰면 범위를 지정할 수 있다. "[a-z]"는 a부터 z까지 중 하나, "[1-9]"는 1부터 9까지 중의 하나를 의미한다. |
| [^ ]     | 부정                | 문자 클래스 안의 문자를 제외한 나머지를 선택한다. 예를 들면 [^abc]d는 ad, bd, cd는 포함하지 않고 ed, fd 등을 포함한다. [^a-z]는 알파벳 소문자로 시작하지 않는 모든 문자를 의미한다.                                                                 |
| ^        | 처음                | 문자열이나 행의 처음을 의미한다. |
| $        | 끝                  | 문자열이나 행의 끝을 의미한다. |
| ( )      | 하위식              | 여러 식을 하나로 묶을 수 있다. "abc¦adc"와 "a(b¦d)c"는 같은 의미를 가진다. |
| \n       | 일치하는 n번째 패턴 | 일치하는 패턴들 중 n번째를 선택하며, 여기에서 n은 1에서 9 중 하나가 올 수 있다. |
| *        | 0회 이상            | 0개 이상의 문자를 포함한다. "a*b"는 "b", "ab", "aab", "aaab"를 포함한다. |
| {m, n}   | m회 이상 n회 이하   | "a{1,3}b"는 "ab", "aab", "aaab"를 포함하지만, "b"나 "aaaab"는 포함하지 않는다. |

많은 프로그래밍 언어에서는 이를 확장한 문법을 가지고 있다. 이 중 POSIX에서 사용되는 확장 문법은 POSIX 확장 문법을 참고할 것. 그 외의 환경에 대해서는 문자 클래스 단락을 참고할 것.

#### POSIX 확장 문법
| 메타문자 | 기능       | 설명                                                                                     |
| -------- | ---------- | ---------------------------------------------------------------------------------------- |
| ?        | 0 또는 1회 | "a?b"는 "b", "ab"를 포함한다.                                                            |
| +        | 1회 이상   | "a+b"는 "ab", "aab", "aaab"를 포함하지만 "b"는 포함하지 않는다.                          |
| ¦        | 선택       | 여러 식 중에서 하나를 선택한다. 예를 들어, "abc¦adc"는 abc와 adc 문자열을 모두 포함한다. |

#### 문자 클래스
문자 클래스는 문자열 일치 다음으로 가장 기본적인 정규 표현식 개념이다. 이는 하나의 작은 일련의 문자열들을 더 큰 집합의 문자열들과 일치시키도록 한다. 이를테면, [A-Z]는 알파벳을 대표하며 \d는 임의의 숫자를 의미할 수 있다. 문자 클래스는 POSIX 수준에 적용한다.
[a-Z]와 같은 특정 범위의 문자들을 지정할 때 컴퓨터의 로캘 설정들은 문자 인코딩의 수치적 나열에 따라 내용을 결정한다. 그러한 나열에 따라 수치들을 저장할 수 있으며 그 순서는 abc...zABC...Z, aAbBcC...zZ와 같이 될 수 있다. 그러므로 POSIX 표준은 문자 클래스를 정의하며 이는 설치된 정규 표현식 처리기가 인지한다. 이러한 정의들은 다음의 표를 따른다:
| POSIX      | 비표준   | 펄/Tcl | Vim                       | ASCII                               | 설명                     |
| ---------- | -------- | ------ | ------------------------- | ----------------------------------- | ------------------------ |
| [:alnum:]  |          |        |                           | [A-Za-z0-9]                         | 영숫자                   |
|            | [:word:] | \w     | \w                        | [A-Za-z0-9_]                        | 영숫자 + "_"             |
|            |          | \W     | \W                        | [^A-Za-z0-9_]                       | 낱말이 아닌 문자         |
| [:alpha:]  |          |        | \a                        | [A-Za-z]                            | 알파벳 문자              |
| [:blank:]  |          |        | \s                        | [ \t]                               | 공백과 탭                |
|            |          | \b     | \< \>                     | (?<=\W)(?=\w)\|(?<=\w)(?=\W)        | 낱말 경계                |
| [:cntrl:]  |          |        |                           | [\x00-\x1F\x7F]                     | 제어 문자                |
| [:digit:]  |          | \d     | \d                        | [0-9]                               | 숫자                     |
|            |          | \D     | \D                        | [^0-9]                              | 숫자가 아닌 문자         |
| [:graph:]  |          |        |                           | [\x21-\x7E]                         | 보이는 문자              |
| [:lower:]  |          |        | \l                        | [a-z]                               | 소문자                   |
| [:print:]  |          |        | \p                        | [\x20-\x7E]                         | 보이는 문자 및 공백 문자 |
| [:punct:]  |          |        |                           | [][!"#$%&'()*+,./:;<=>?@\^_`{\|}~-] | 구두점                   |
| [:space:]  |          | \s     | \_s (단순히 줄 끝에 추가) | [ \t\r\n\v\f]                       | 공백 문자                |
|            |          | \S     |                           | [^ \t\r\n\v\f]                      | 공백이 아닌 모든 문자    |
| [:upper:]  |          |        | \u                        | [A-Z]                               | 대문자                   |
| [:xdigit:] |          |        | \x                        | [A-Fa-f0-9]                         | 16진수                   |

### 펄과 PCRE
표현력과 (상대적으로) 양호한 가독성으로 인해 자바, 자바스크립트, 파이썬, 루비, 마이크로소프트의 닷넷 프레임워크, XML 스키마 등의 여러 수많은 유틸리티들과 프로그래밍 언어들은 펄의 정규식과 비슷한 문법을 채택하고 있다. Boost와 PHP와 같은 일부 언어들과 도구들은 여러 방식의 정규식을 지원한다. 펄 파생 정규식 구현체들은 완전히 동일한 것은 아니며 일반적으로 1994년에 출시된 펄 5.0의 기능의 하위 집합을 구현하고 있다. 펄은 종종 다른 언어에서 발견되는 기능들을 도입하고 있는데, 이를테면 펄 5.10은 PCRE와 파이썬에서 개발되는 문법 확장들을 구현한다.

## 이용
정규 표현식은 다양한 텍스트 처리 작업, 더 일반적으로 문자열 처리에 유용하며, 여기에서 데이터는 반드시 텍스트일 필요는 없다. 일반적으로 데이터 검증, 데이터 스크래핑(일반적으로 웹 스크래핑), 데이터 랭글링, 단순 파싱, 문법 강조 시스템 개발 등의 작업에 응용된다.
정규 표현식이 인터넷 검색 엔진에 유용할 수 있으나 전체 데이터베이스를 거쳐 이것들을 처리하기에는 정규 표현식의 복잡도와 설계에 따라 컴퓨터 자원을 과도하게 소비할 수 있다. 대개의 경우 시스템 관리자들이 정규 표현식 기반 쿼리를 내부적으로 수행할 수 있지만 대부분의 검색 엔진들은 대중에게 정규 표현식 지원을 제공하지 않는다.

## 예
특정 문법 규칙은 사용 중인 특정 구현체, 프로그래밍 언어, 라이브러리에 따라 다양하다. 또한 정규 표현식 구현체들의 기능은 소프트웨어 버전 간에도 다를 수 있다.
정규 표현식들은 예제 없이 설명과 이해를 동시에 하는 것은 어려울 수 있다. 아래에는 정규 표현식의 속성 중 일부의 기본적인 설명을 제시한다.
아래의 항목들은 예제에 사용된다.
```
  메타문자 ;; 메타문자들의 열은 표현할 정규식을 지정한다.
   =~ m//          ;; 펄에서 문자열을 '일치'시키려는 동작을 지정한다.
   =~ s///         ;; 펄에서 문자열을 '대체'시키려는 동작을 지정한다.
```

이 예제들에 사용된 문법과 규칙들은 다른 프로그래밍 환경에서와 일치한다.
| 메타문자 | 설명 | 예시 |
| -------- | --- | --- |
| .        | 일반적으로 새 줄을 제외한 모든 어떠한 문자열과도 일치한다.                                                    | $string1 = "Hello World\n"; if ($string1 =~ m/...../) { print "$string1 has length >= 5\n"; } 출력: Hello World has length >= 5 |
| ( )      | 일련의 패턴 요소들을 하나의 요소로 묶는다. 괄호 안의 패턴을 일치시킬 때 $1, $2, ... 중 하나를 사용할 수 있다. | $string1 = "Hello World\n"; if ($string1 =~ m/(H..).(o..)/) { print "We matched '$1' and '$2'\n"; } 출력:We matched 'Hel' and 'o W' |
| +        | 1번 이상 발생하는 패턴과 일치시킨다.                                                                          | $string1 = "Hello World\n"; if ($string1 =~ m/l+/) { print "There are one or more consecutive letter \"l\"'s in $string1\n"; } 출력:There are one or more consecutive letter "l"'s in Hello World                                                                                       |
| ?        | 0~1번 발생하는 패턴과 일치시킨다.                                                                             | $string1 = "Hello World\n"; if ($string1 =~ m/H.?e/) { print "There is an 'H' and a 'e' separated by "; print "0-1 characters (Ex: He Hoe)\n"; } 출력:There is an 'H' and a 'e' separated by 0-1 characters (Ex: He Hoe)                                                                |
| ?        | | $string1 = "Hello World\n"; if ($string1 =~ m/(l.+?o)/) { print "The non-greedy match with 'l' followed by one or\n"; print "more characters is 'llo' rather than 'llo Wo'.\n"; } 출력:The non-greedy match with 'l' followed by one or more characters is 'llo' rather than 'llo Wo'.  |
| *        | 0번 이상 발생하는 패턴과 일치시킨다.                                                                          | $string1 = "Hello World\n"; if ($string1 =~ m/el*o/) { print "There is an 'e' followed by zero to many "; print "'l' followed by 'o' (eo, elo, ello, elllo)\n"; } 출력:There is an 'e' followed by zero to many 'l' followed by 'o' (eo, elo, ello, elllo)                              |
| {M,N}    | 최소 M번, 최대 N번 발생되는 패턴과 일치시킨다.                                                                | $string1 = "Hello World\n"; if ($string1 =~ m/l{1,2}/) { print "There exists a substring with at least 1 "; print "and at most 2 l's in $string1\n"; } 출력:There exists a substring with at least 1 and at most 2 l's in Hello World                                                   |
| [...]    | 가능한 문자열의 집합과 일치시킨다.                                                                            | $string1 = "Hello World\n"; if ($string1 =~ m/[aeiou]+/) { print "$string1 contains one or more vowels.\n"; } 출력:Hello World contains one or more vowels. |
| \|       | 가능성 있는 항목들을 구별하여 선택한다.                                                                       | $string1 = "Hello World\n"; if ($string1 =~ m/(Hello\|Hi\|Pogo)/) { print "At least one of Hello, Hi, or Pogo is "; print "contained in $string1.\n"; } 출력:At least one of Hello, Hi, or Pogo is contained in Hello World .                                                           |
| \b       | | $string1 = "Hello World\n"; if ($string1 =~ m/llo\b/) { print "There is a word that ends with 'llo'\n"; } 출력:There is a word that ends with 'llo' |
| \w       | "_"를 포함한 영숫자를 일치시킨다.                                                                             | $string1 = "Hello World\n"; if ($string1 =~ m/\w/) { print "There is at least one alphanumeric "; print "character in $string1 (A-Z, a-z, 0-9, _)\n"; } 출력:There is at least one alphanumeric character in Hello World (A-Z, a-z, 0-9, _)                                             |
| \W       | "_"를 제외하여 영숫자가 아닌 문자열들과 일치시킨다.                                                           | $string1 = "Hello World\n"; if ($string1 =~ m/\W/) { print "The space between Hello and "; print "World is not alphanumeric\n"; } 출력:The space between Hello and World is not alphanumeric                                                                                            |
| \s       | 공백 문자와 일치시킨다.                                                                                       | $string1 = "Hello World\n"; if ($string1 =~ m/\s.*\s/) { print "There are TWO whitespace characters, which may"; print " be separated by other characters, in $string1"; } 출력:There are TWO whitespace characters, which may be separated by other characters, in Hello World         |
| \S       | 공백을 제외한 어떠한 것이든 일치시킨다.                                                                       | $string1 = "Hello World\n"; if ($string1 =~ m/\S.*\S/) { print "There are TWO non-whitespace characters, which"; print " may be separated by other characters, in $string1"; } 출력:There are TWO non-whitespace characters, which may be separated by other characters, in Hello World |
| \d       | 숫자를 일치시킨다.                                                                                            | $string1 = "99 bottles of beer on the wall."; if ($string1 =~ m/(\d+)/) { print "$1 is the first number in '$string1'\n"; } 출력:99 is the first number in '99 bottles of beer on the wall.'                                                                                            |
| \D       | 숫자가 아닌 항목을 일치시킨다.                                                                                | $string1 = "Hello World\n"; if ($string1 =~ m/\D/) { print "There is at least one character in $string1"; print " that is not a digit.\n"; } 출력:There is at least one character in Hello World that is not a digit.                                                                   |
| ^        | 줄이나 문자열의 시작점과 일치시킨다.                                                                          | $string1 = "Hello World\n"; if ($string1 =~ m/^He/) { print "$string1 starts with the characters 'He'\n"; } 출력:Hello World starts with the characters 'He' |
| $        | 줄이나 문자열의 끝과 일치시킨다.                                                                              | $string1 = "Hello World\n"; if ($string1 =~ m/rld$/) { print "$string1 is a line or string "; print "that ends with 'rld'\n"; } 출력:Hello World is a line or string that ends with 'rld'                                                                                               |
| \A       | 문자열의 시작점과 일치시킨다. (내부 줄이 아닌)                                                                | $string1 = "Hello\nWorld\n"; if ($string1 =~ m/\AH/) { print "$string1 is a string "; print "that starts with 'H'\n"; } 출력:Hello World is a string that starts with 'H' |
| \z       | 문자열의 끝과 일치시킨다. (내부 줄이 아닌)                                                                    | $string1 = "Hello\nWorld\n"; if ($string1 =~ m/d\n\z/) { print "$string1 is a string "; print "that ends with 'd\\n'\n"; } 출력:Hello World is a string that ends with 'd\n' |
| [^...]   | 괄호 안의 항목을 제외한 모든 문자열과 일치시킨다.                                                             | $string1 = "Hello World\n"; if ($string1 =~ m/[^abc]/) { print "$string1 contains a character other than "; print "a, b, and c\n"; } 출력:Hello World contains a character other than a, b, and c                                                                                       |

## 같이 보기
- 정규 언어
- 정규 문법
- 제어 문자